# Livre du Biadaiolo
Le livre du Biadaiolo (Libro del Biadaiolo  « livre du marchand de grain » ) est un manuscrit enluminé contenant le texte du Specchio umano (ou Miroir de l’homme). Ce livre, écrit par le marchand de grain florentin Domenico Lenzi, contient à la fois des indications sur l'évolution des prix du blé entre 1320 et 1335, des prières et des poèmes. Il est illustré par neuf miniatures illustrant les différents textes. Il est actuellement conservé à la Bibliothèque Laurentienne à Florence.

## L'auteur
Il est difficile de retrouver la trace de Domenico Lenzi dans les documents d'archives de l'époque. Selon certains historiens, son père pourrait être arrivé de Peretola (en) au début du XIVe siècle pour s'installer dans le quartier de Santa Maria Novella. Son petit-fils mort en 1402 pourrait avoir été inscrit à la corporation des tisseurs de lins et fripiers de la ville. Un autre Domenico Lenzi est inscrit à la corporation des marchands d'huile, sel et fromages en 1354 sans qu'on sache s'il s'agit bien de l'auteur du manuscrit. Pour d'autres historiens, son nom aurait été mal transcrit et il faudrait plutôt chercher un Domenico Benzi, issu d'une riche famille du quartier de Santa Croce. Mais cette seconde hypothèse ne fait pas non plus consensus chez les historiens. L'absence d'information précise à son sujet avant 1343 pourrait s'expliquer par la disparition des registres pour cette période. Il pourrait être mort à l'occasion de l'épidémie de peste en 1348. Dans le prologue, l'auteur se définit lui-même comme « marchand de blé [Biadaiolo], grossier et ignorant », ne maîtrisant pas le latin, et demande ainsi la bienveillance du lecteur.

## Un document d'histoire économique
Le manuscrit, rédigé en dialecte toscan, contient le recensement mensuel des prix des grains et du blé de juin 1320 à novembre 1335, date à laquelle le manuscrit a été déchiré. La première page du manuscrit reprend quelques informations au sujet des prix de 1309 à 1319 issues d'un autre manuscrit du marchand. Les grains sont systématiquement rangés en catégories et qualifiés selon leur qualité : bon, très bon, fin, etc. Chacun est accompagné d'un commentaire expliquant cette qualité ou son prix, venant des aléas météorologiques ou des événements extérieurs (guerres, mouvements sociaux, etc.). Ces informations servent ainsi de source primaire pour connaitre les évolutions économiques en Toscane de cette période. Lenzi accompagne ces informations objectives de considérations moralisantes sous forme de prières et de poèmes, généralement des sonnets.
Le manuscrit se trouve au milieu du XVIIe siècle dans les collections de la famille florentine Tempi. Ces derniers cèdent le manuscrit avec l'ensemble de leur bibliothèque à la Bibliothèque Laurentienne en 1839.

## Les miniatures
Le manuscrit contient huit miniatures et une lettrine historiées, prévues sans doute dès la conception du manuscrit. Sept d'entre elles sont en pleine page dont six disposées en vis-à-vis. Deux folios représentent la ville et la campagne en période d'abondance (f.6v-7r), deux autres la ville de Sienne chassant ses pauvres tandis que Florence les accueille (f.57-58r) et enfin les deux derniers représentent la campagne et la ville par temps de disette ou de restriction (f.78v-79r). Cette dernière scène représente le marché aux grains sur la place Orsanmichele, reconnaissable à la présence d'un édicule abritant le retable d'une Vierge à l'Enfant. 

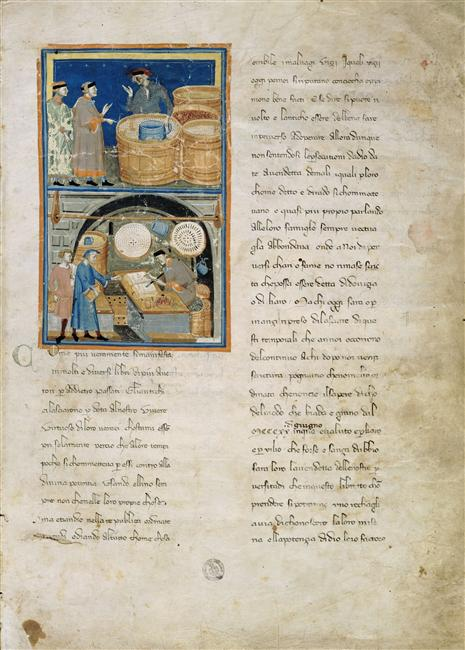
Folio 2 du manuscrit, le marchand de grain dans sa boutique.
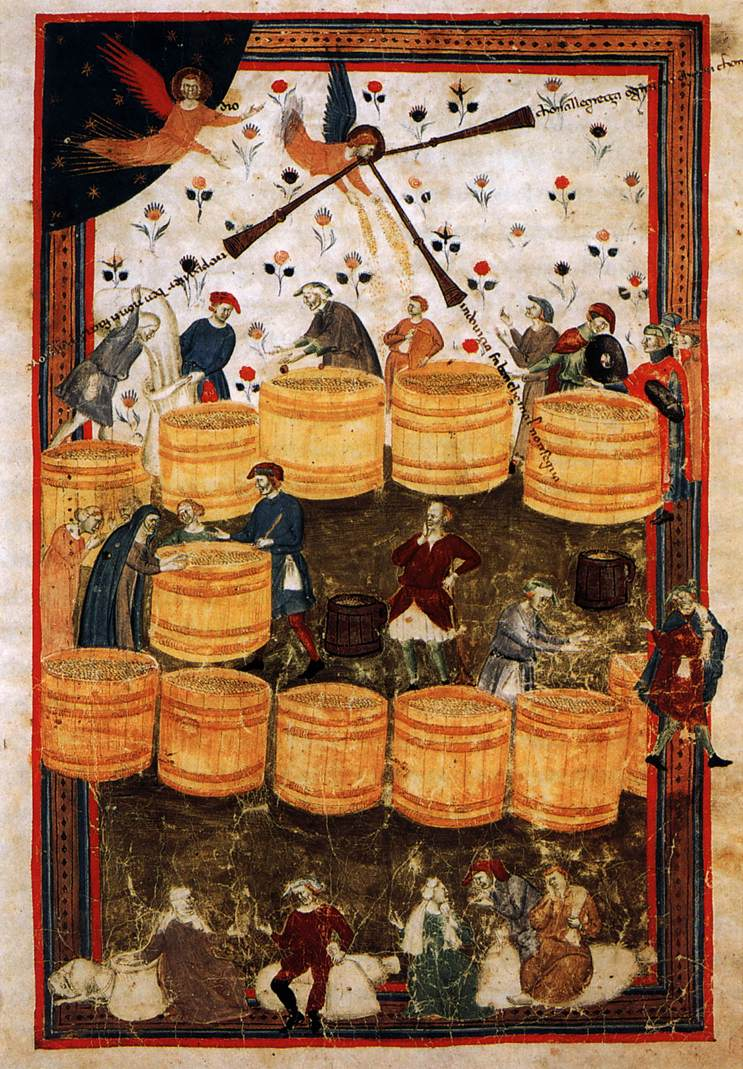
La ville par temps d'abondance, f.7r
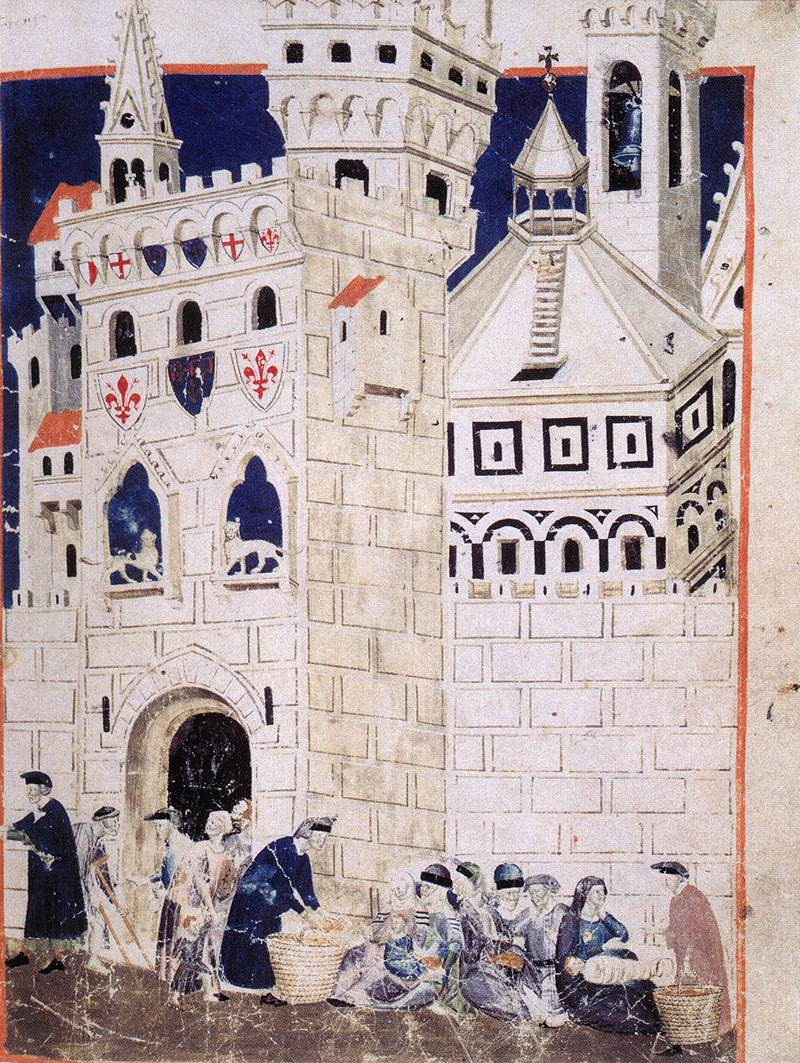
Florence accueillant les pauvres de Sienne, f.58r

Les miniatures sont l'œuvre d'un artiste anonyme. Plusieurs autres manuscrits ainsi que des panneaux lui ont été attribués par ailleurs, constituant ainsi le corpus d'un maître désigné sous le nom de Maître du Biadaiolo, proche de Pacino di Bonaguida. L'historien de l'art Miklos Boskovits a proposé de rapprocher ce corpus de celui du Maître des Effigies dominicaines, autre peintre florentin de panneaux et de manuscrits. Selon lui, les œuvres de l'illustrateur du Biadaiolo correspondraient aux œuvres de jeunesse de ce second maître anonyme. Cependant, la différence très nette entre les deux styles empêche un consensus sur ce sujet entre les historiens de l'art.